# Тэндзин Синъё-рю
Тэндзин Синъё-рю (яп. 天神真楊流, «Божественная истина школы Ивы») — школа дзюдзюцу, классическое боевое искусство Японии, основанное в 1830-х годах мастером по имени Исо Матаэмон Рюкансай Минамото-но Масатари (яп. 磯又右衛門柳関斎源正足). Стиль Тэндзин Синъё-рю оказал влияние на формирование таких современных боевых искусств, как дзюдо и айкидо.

## История
Школа Тэндзин Синъё-рю была создана в 1830-х годах (поздний период Эдо) мастером по имени Исо Матаэмон Рюкансай Минамото-но Масатари (1787/1789 — 1863/1870) на основе традиций школ Син но Синто-рю и Ёсин-рю.
Син но Синто-рю была создана охранником замка Осака по имени Ямамото Тамидза Хидэя, который обучался техникам стиля Ёсин-рю прежде, чем создал собственное боевое искусство.
Исо Матаэмон Масатари обучался техникам Ёсин-рю у Хитоцуянаги Орибэ Ёсимити, а после его смерти изучал Син но Синто-рю под руководством Хоммы Дзёэмона. Полностью овладев знаниями Син но Синто-рю, Исо Матаэмон, с целью повысить своё мастерство, отправился в путешествие по стране, во время которого он вызывал на поединки представителей различных школ дзюдзюцу. Благодаря этим странствиям и одному случаю, в котором, согласно легенде Исо Матаэмон Масатари победил около 100 врагов, мастер осознал, что использование атэми-вадза является крайне эффективным методом борьбы против нескольких противников, одетых в обычную одежду. После этого, объединив и усовершенствовав имеющиеся у него знания, Масатари создал школу Тэндзин Синъё-рю.
При своей жизни Исо работал в качестве инструктора дзюдзюцу при сёгунате Токугава. Его школа процветала и была одной из самых популярных школ дзюдзюцу своего времени (1848—1864). Как говорят, на обучении у Исо Матаэмона Масатари находилось около 5000 студентов.
Традиции школы Тэндзин Синъё-рю изучали такие мастера, как Дзигоро Кано (обучался у Фукуды Хатиносукэ) и Морихэй Уэсиба (обучался у Тодзавы Токусабуры). Дзигоро интегрировал в своё дзюдо такие элементы школы, как Кимэ но Ката, Ицуцу но Ката, Кутики-таоси и другие.

## Программа школы
По существу, Тэндзин Синъё-рю является комбинацией знаний двух отдельных систем дзюдзюцу: Ёсин-рю и Син но Синто-рю. Отличительной особенностью этой конкретной школы является использование атэми, то есть ударов с нарушением баланса противника, а также более гибкие и текучие движения тела, в отличие от некоторых старых стилей мягкой борьбы. Древние школы более размашистые и медленные движения с целью имитации борьбы в доспехах. Стиль Тэндзин Синъё-рю был разработан после периода гражданских войн в Японии, поэтому он не включал методы борьбы в защите, делая акцент на скорости выполнения техник и применении ударной техники (в том числе с воздействием на болевые точки).
Благодаря большому опыту ведения боёв с преподавателями различных стилей во время своих путешествий по всей стране, основатель Тэндзин Синъё-рю Дзюдзюцу осознал, что использование атэми-вадза является крайне эффективным методом борьбы против нескольких противников, одетых в обычную одежду. Поэтому он посвятил большое количество времени развитию и совершенствованию атакующих техник («син-но атэми»).
Тэндзин Синъё-рю Дзюдзюцу Тэкадзу Тотару состоит из 124 техник и делится на следующие элементы:
1. Тэ ходоки (захваты и принципы освобождения от них, нарушение равновесия противника, защита от ударов) — 12 техник;
2. Сёдан идори (нанесение ударов, болевые выкручивания, техники удушения и броски в положении сидя) — 10 техник;
3. Сёдан татиай (то же, что и выше, но в положении стоя) — 10 техник;
4. Тюдан идори (методы предыдущих разделов, но в более жёсткой, воинственной форме + техники ареста, удушений с воздействием на позвоночник и прочее, всё в положении сидя) — 14 техник;
5. Тюдан татиай (то же, что и выше, но в положении стоя) — 14 техник;
6. Нагэсутэ (жёсткие техники бросков, которым крайне трудно противостоять, применяемые в полную мощь) — 20 техник;
7. Сиай ура (борцовские техники, которые применяются оппонентом против изучающего с целью обучения последнего защите от них) — 24 техники;
8. Гокуи дзёдан татиай (ранее изученные техники в ином варианте применения + новые методы, всё в положении стоя) — 10 техник;
9. Гокуи дзёдан идори (то же, что и выше, но в положении сидя) — 10 техник;
10. Дзинко-кокю дзюдзюцу;
11. Рандори;
12. Кудэн.

Как и большинство корю, Тэндзин Синъё-рю применяет систему мэнкё для разделения практикантов по уровню знаний.

## Генеалогия
Генеалогия школы Тэндзин Синъё-рю выглядит следующим образом:
1. Исо Матаэмон Рюкансай Минамото-но Масатари (яп. 磯又右衛門柳関斎源正足);
2. Исо Матаитиро Масамицу (яп. 磯又一郎 正光);
3. Исо Матаэмон Масатомо (яп. 磯又右衛門正智, (1818— 1881[3]);
4. Исо Матаэмон Масанобу (яп. 磯又右衛門正信);
5. Исо Матаэмон Масаюки (яп. 磯又右衛門正幸).

Исо Матаэмон Масаюки скончался внезапно и не успел оставить после себя наследника, поэтому на нём официальная линия передачи традиций школы заканчивается. Тем не менее, многие мастера, которые изучали знания Тэндзин Синъё-рю получили мэнкё кайдэн. Благодаря им это искусство сохранилось и дошло до XXI века. Многие знания школы были включены в программу обучения некоторых новых стилей боевых искусств. Лицензию на преподавание Тэндзин Синъё-рю получили следующие мастера:
От Исо Матаэмона Масатому:
- Иноуэ Кэйтаро (яп. 井上敬太郎);
- Ёсида Тихару (яп. 吉田千春);
- Фукуда Хатиносукэ (яп. 福田八之助, 1828]— 1880);
  - Дзигоро Кано, основатель Кодокан Дзюдо;
- Яги Торадзиро (яп. 八木寅次郎, получил лицензию школы в 1913 году);
  - Сакамото Фусатаро (яп. 酒本房太郎, 1884—1978, 9 дан дзюдо);
    - Кубота Тосихиро (яп. 久保田敏弘, 7 дан дзюдо, получил лицензию школы в 1973 году);
- Тодзава Токусабуро (яп. 戸澤徳三郎, [1848—1912);
  - Морихэй Уэсиба, основатель Айкидо.

От Исо Матаэмона Масаюки:
- Исо Матаитиро (яп. 磯又右衛門又一郎);
- Исо Сабуро (яп. 磯 三郎).